# Брускин, Давид Эмануилович
 Давид Эмануилович Брускин  (род. 1911) — специалист в области электромеханики. Доктор технических наук, профессор военной кафедры, затем кафедры электрических машин МЭИ, инженер-полковник. Участник Великой Отечественной войны.

## Биография
Давид Эмануилович Брускин родился в 1911 году. В 1936 году окончил Московский энергетический институт. Продолжил работать и учиться в аспирантуре в этом же институте. Его научным руководителем был академик АН СССР, генерал-майор инженерно-авиационной службы Виктор Сергеевич Кулебакин, с 1930 года возглавлявший кафедру «Электрические аппараты».
В 1940 году Давидом Эмануиловичем под руководством В. С. Кулебакина была создана теория конденсаторных асинхронных двигателей. В этом же году он защитил кандидатскую диссертацию. На основе его разработок в СССР были изготовлены конденсаторные двигатели, получившие применение в циркуляционных насосах водопроводных и отопительных систем, в механизмах  кассетных магнитофонов и др. В свое время Давид Эмануилович принимал участие в работе комиссии Совнаркома, под руководством учёного-энергетика, академик Г. М. Кржижановского, занимался выбором оптимальной частоты (50 Гц.) для снабжения страны электричеством.
В годы Великой Отечественной войны занимался в институте подготовкой для фронта кадров Военно-воздушных сил, написал указания по эксплуатации электросистем самолетов.
Давид Эмануилович Брускин имеет 15 авторских свидетельств на изобретения, является автором более 100 научных работ, в том числе учебников «Электрооборудование самолетов» (1949), «Основы электрооборудования летательных аппаратов» и др.
Его книга «Генераторы, возбуждаемые переменным током» (1974) послужила основой для создания машин, способных работать с постоянной частотой при переменной частоте вращения привода. Д. Э. Брускин в разное время учился в Высшей школе партийных организаторов ЦК ВКП(б), работал на руководящей должности в ЦК ВЛКСМ, был председателем Научно-методического Совета по электромеханике Минвуза СССР.

## Труды
- Электрические машины и микромашины : учебник для электротехнических специальностей вузов / Д. Э. Брускин, А. Е. Зорохович, В. С. Хвостов. - Изд. 3-е, перераб. и доп. - Москва : Высшая школа, 1990. - 528 с. : ил. - ISBN 5-06-000725-1.
- Электрические машины и микромашины : учебник для приборостроительных специальностей вузов / Д. Э. Брускин, А. Е. Зорохович, В. С. Хвостов. - Изд. 2-е, перераб. и доп. - Москва : Высшая школа, 1981.
- Электрические машины : [в 2 частях] : учебник для электротехн. спец. вузов / Д. Э. Брускин, А. Е. Зорохович, В. С. Хвостов. - Изд. 2-е, перераб. и доп. - Москва : Высшая школа, 1987.
- Генераторы, возбуждаемые переменным током : Учеб. пособие для вузов по спец. "Электр. машины" / Д.Э. Брускин. - М. : Высшая школа, 1974.
- Электрические машины. Асинхронные машины : учебник для студентов электромеханических специальностей вузов / В. И. Радин, Д. Э Брускин, А. Е. Зорохович ; под ред. И. П. Копылова. - Москва : Высшая школа, 1988.